# Dan zmage (SFRJ)
Dan zmage je bil državni praznik Socialistična federativna republika Jugoslavija (na ne dela prost dan), ki se je proslavljal 9. maja, na obletnico zavezniške zmage v Evropi med drugo svetovno vojno. Uveden je bil leta 1967 na ukaz Vrhovnega poveljnika oboroženih sil in ministra narodne obrambe FNRJ (Josipa Broza - Tita).